# Clúvia
Clúvia (llatí Cluvia) fou una ciutat dels hirpins al Samni, a uns 10 km al nord-est de Benevent. És la moderna Montechiodi.
A la segona guerra samnita fou aliada de Roma. El 311 aC fou atacada pels samnites i encara que els va rebutjar, finalment fou assetjada i es va haver de rendir per la fam i els soldats romans que hi havia a la ciutat foren fuetejats i després executats. El cònsol Caius Iunius Bubulcus Brutus va anar en ajut de Cluvia, i va arribar l'endema de la rendició; la va assaltar, ocupant-la amb certa facilitat, i va matar a tots els mascles samnites que hi va trobar.